# Senecio philippicus
Senecio philippicus là một loài thực vật có hoa trong họ Cúc. Loài này được Regel & Körn. miêu tả khoa học đầu tiên năm 1857.